# Луна 18
Луна 18 била је једна од летелица Совјетског Савеза из Луна програма. Ово је седма летелица дизајнирана да слети на Месец и покупи узорке Месечевог тла. После две корекције путање 4. и 6. септембра Луна 18 је ушла у Месечеву орбиту и око Месеца обишла 54 пута. Затим је 11. септембра почела спуштање на Месец а контакт са летелицом је изгубљен при удару о тло, 11. септембра 1971. 07:48 UT. Место слетања било је близу мора плодности на оближњим "планинским венцима". Мисија је проглашена неуспелом због сурових услова на комплексним венцима планина. Касније, 1975. научници су објавили да је до неуспеха дошло због превише густе прашине на том делу Месеца.

## Линкови
- Летелица Луна 18 на nssdc.gsfc.nasa.gov
- мисија Луна 18 на zarya.info (Internet Archive)